# Heriberto Enríquez Rodríguez
Heriberto Enríquez Rodríguez (Toluca de Lerdo, Estado de México, 16 de marzo de 1884-Toluca de Lerdo, Estado de México, 8 de abril de 1963) fue un profesor y escritor mexicano. Es conocido por haber escrito el Himno del Estado de México.

## Biografía y carrera

### Primeros años
Heriberto Enríquez Rodríguez nació el 16 de marzo de 1884 en Toluca de Lerdo, Estado de México, siendo hijo de Valente Enríquez y Mercedes Rodríguez.
En 1902, ingresó al Instituto Científico y Literario para cursar la carrera de tenedor de libros, indispensable para las actividades comerciales de aquel tiempo y antecedente de la de contador público.

### Incursión pedagógica
Llamado por la docencia, el profesor Enríquez, quien también estudió pedagogía en el Instituto, del cual fungió un tiempo como Secretario, ingresó en 1908 como catedrático a la Escuela Normal para Señoritas y posteriormente a la Escuela Normal para Historia Universal, Psicología y Ética, los tres Cursos de Español y clases de mecanografía, caligrafía y ortografía.
Entre 1908 y 1911, Fundó la Escuela Superior Nocturna «Miguel Hidalgo» y fue Juez del Registro Civil de Toluca. En 1917, fue nombrado catedrático de español del Instituto Científico y Literario, claustro de eminentes profesores y núcleo de la intelectualidad toluqueña.

### Trayectoria como escritor y retiro
Como escritor, en 1926 publicó el poema Trilogía de mayo, y en 1956, Sonetos de primavera y de invierno. Su obra más importante como escritor la realizó redactando las estrofas del Himno del Estado de México.
A partir de su ingreso al Instituto Científico y Literario, decidió dedicarse exclusivamente a la docencia, hasta que el Gobierno del Estado de México le concedió su retiro en 1943, luego de haber cumplido 35 años de servicio. 

## Muerte
El 8 de abril de 1963, Rodríguez falleció en Toluca de Lerdo, Estado de México, a los 79 años, a causa de una fallo cardíaco. Su cuerpo fue inicialmente enterrado en el Panteón General de Toluca, pero en 1974, sus restos fueron trasladados a la Rotonda de los Hombres Ilustres del Panteón Municipal.